# Li Na (ciclista)
Li Na (9 de dezembro de 1982) é uma desportista chinesa que competiu no ciclismo na modalidade de pista. Ganhou uma medalha de ouro no Campeonato Mundial de Ciclismo em Pista de 2002, na prova de keirin.

## Medalheiro internacional
| Campeonato Mundial | Campeonato Mundial    | Campeonato Mundial | Campeonato Mundial |
| Ano                | Lugar                 | Medalha            | Competição         |
| ------------------ | --------------------- | ------------------ | ------------------ |
| 2002               | Ballerup ( Dinamarca) | Medalha de ouro    | Keirin             |